# Iphiaulax nigrifrons
Iphiaulax nigrifrons är en stekelart som först beskrevs av Brulle 1846.  Iphiaulax nigrifrons ingår i släktet Iphiaulax och familjen bracksteklar. Inga underarter finns listade i Catalogue of Life.